# Schmidtův mlýn a pila
Schmidtův mlýn a pila ve Zdobnici v okrese Rychnov nad Kněžnou je zaniklý vodní mlýn, který stál na řece Zdobnice. V letech 1958–1969 byl chráněn jako nemovitá kulturní památka České republiky. Zůstala pouze pila, která je stále v provozu, ovšem je poháněna elektřinou.

## Historie
V roce 1854 byl ve mlýně mlynářem Franz Riesner. K roku 1930 patřil mlýn a pila rodině Schmidtově.
Budova mlýna se částečně zřítila roku 1966 pod tíhou sněhu a byla odbourána.
Původně neobyčejně velká roubená přízemní budova s vysokým štítem, členěným vyřezávanými lištami a vstřícně a svisle kladenými prkny. Typ lidové architektury východočeské. Uvnitř velká mlýnice, bez zařízení. Průčelí bylo bezohledně porušeno nově vsazenými vraty do garáže místních hasičů, zřízené ve světnici.

## Popis
Rozlehlý roubený mlýn měl mlýnici a dům pod jednou střechou, ale dispozičně oddělené. Voda na vodní kolo vedla náhonem. K roku 1930 je zaznamenána pila a mlýn: tři kola na svrchní vodu (1. hltnost 0,14 m³/s, spád 3,55 m; 2. hltnost 0,079 m³/s, spád 3,95 m; celkový výkon 7 HP).